# Харьковский, Александр Захарович
 Алекса́ндр Заха́рович Ха́рьковский (р. 1960) — российский композитор, музыкальный критик и радиожурналист.

## Биографическая справка
Окончил Ленинградскую консерваторию.
Печатался в журналах «Советская музыка», «Искусство Ленинграда», «Звезда», «АудиоМагазин», «Скрипичный ключ», в петербургских газетах, музыкально-критических сборниках.
Работал на радио «Петербург» в творческом объединении «Авторский канал „Невский проспект“» (музыкальный редактор, ведущий), на «Радио России — Санкт-Петербург», в кино, в Санкт-Петербургском Интерьерном театре, в издательстве «Композитор • Санкт-Петербург».
Основная область композиторских интересов — академическая электронная музыка.
Сочинения исполнялись на петербургских фестивалях «От авангарда до наших дней», «Звуковые пути», на фестивале электронной музыки Института Pro Arte.
Ведущий музыкальной программы «Звучащая сфера» на «Радио России — Петербург».
Преподавал в Санкт-Петербургской консерватории, ныне преподаватель Факультета свободных искусств и наук СПбГУ.
Член Союза композиторов Санкт-Петербурга.

## Основные электронные сочинения
- …es ist wie Gras, электронная композиция по покаянному стиху русских староверов из штата Орегон, США (запись Е.Н. Разумовской) (2013)
- АРТИСЦИЗМ. Вариативные музыкальные наросты (2011).
- Глиняная песенка (2010).
- Змея Камлана (2007).
- Счёт Ниобеи (2007).
- Anabasis (2007).
- Нестройные хоры: флейты, соловьи, люди (2006—8).
- Mozart Strasse (2006).
- Granular Trio (Schubert. Sentimental Waltz) (2006).
- Orgel-Büchlein (2006).
- Здесь была музыка (2005).
- Миф о происхождении для голоса композитора Сергея Белимова в электронной обработке (2005).
- Электронные вариации на тему Жака Отетера (2004).
- Времена суток, электронно-цифровая соната (2004).
- Цифровой диптих (2003).